# Domopora antarctica
Domopora antarctica är en mossdjursart som beskrevs av Folke Borg 1944. Domopora antarctica ingår i släktet Domopora och familjen Lichenoporidae. Inga underarter finns listade i Catalogue of Life.